# Izdobabeszter
Izdobabeszter (szlovákul: Sady nad Torysou) község Szlovákiában, a Kassai kerület Kassa-környéki járásában. Izdoba és Beszter települések egyesítésével jött létre.

## Fekvése
Kassától 7 km-re keletre, a Tarca partján fekszik.

## Története
Izdobát 1335-ben, Besztert 1332-ben említik először, mindkét település az abaszéplaki uradalomhoz tartozott. 1427-ben Izdobának 27, Beszternek 20 portája volt. A 16. században a falvak lakossága jelentősen csökkent.
Izdobát szinte kizárólag szlovákok lakták, ezzel szemben Beszter vegyes magyar-szlovák lakosságú falu volt. A trianoni diktátumig mindkét falu Abaúj-Torna vármegye Kassai járásához tartozott, majd az új Csehszlovák államhoz csatolták területüket. 1938 és 1945 között ismét Magyarország része mindkét település.
A két falut 1964-ben egyesítették.

## Népessége
| Év:            | 1994. | 2004.    | 2014.    | 2024.   |
| -------------- | ----- | -------- | -------- | ------- |
| Emberek száma: | 1486  | 1699     | 1924     | 1925    |
| Eltérés:       |       | +14,33 % | +13,24 % | +0,05 % |

| Év:            | 2023. | 2024.   |
| -------------- | ----- | ------- |
| Emberek száma: | 1939  | 1925    |
| Eltérés:       |       | -0,72 % |

1910-ben Izdoba 368 lakosából 343 szlovák és 12 magyar anyanyelvű volt. Beszter 446 lakosából 271 magyar és 159 szlovák anyanyelvű volt.
1941-ben Izdoba 502 lakosából 293 szlovák és 209 magyar volt. Beszter 547 lakosából 516 magyar és 1 szlovák volt.
1991-ben 1370 szlovák és 26 magyar lakta.
2001-ben 1644 lakosából 1576 szlovák és 21 magyar volt.
2011-ben 1805-en lakták: 1687 szlovák és 20 magyar; ebből 777 római katolikus, 350 görögkatolikus, 236 református, 38 evangélikus, 19 pravoszláv, 104 nem vallásos, 272 pedig ismeretlen vallású volt.
2021-ben 1964 lakosából 21 (+11) magyar, 11 (+17) cigány, 5 (+12) ruszin, 15 egyéb, 1763 (+13) szlovák és 149 ismeretlen nemzetiségű volt.

## Nevezetességei
- Izdoba szeplőtelen fogantatás tiszteletére szentelt, görögkatolikus temploma 1805-ben épült klasszicista stílusban. 1912-ben megújították, ikonosztáza is ekkor készült.

## Neves személyek
- Beszteren született 1953. január 2-án Peres Imre református lelkész, vallástörténész, egyetemi tanár.

## Lásd még
- Beszter
- Izdoba